# 休厄尔斯波因特
休厄尔斯波因特（英語：Sewall's Point），是美国佛罗里达州馬丁縣下属的一座城镇。建立于1957年。面积约为10.7平方公里（约合4.1平方英里）。根据2010年美国人口普查，该市有人口1,996人。论人口在本州排行第284。